# Бади (Болоња)
Бади је насеље у Италији у округу Болоња, региону Емилија-Ромања.
Према процени из 2011. у насељу је живело 251 становника. Насеље се налази на надморској висини од 630 м.